# Halowe Mistrzostwa Polski Seniorów w Lekkoatletyce 1976
17. Halowe Mistrzostwa Polski Seniorów w Lekkoatletyce – zawody sportowe, które rozegrano 7 i 8 lutego 1976 w Warszawie, w hali AWF.
Najważniejszym wydarzeniem mistrzostw było ustanowienie halowego rekordu świata w skoku o tyczce przez Tadeusza Ślusarskiego, który w drugiej próbie uzyskał wysokość 5,56 m.
W zawodach startowali również zawodnicy zagraniczni, którzy zwyciężyli w biegu na 3000 metrów mężczyzn (Spilios Zacharopulos z Grecji) i w skoku w dal kobiet (Liliana Panajotowa z Bułgarii).
Mistrzostwa w wielobojach odbyły się 21 i 22 lutego w hali AWF w Warszawie. Wyniki w tych konkurencjach  podane są łącznie z innymi w tabeli poniżej.

## Rezultaty

### Mężczyźni
| Konkurencja:              | 1. miejsce                          | Rezultat | 2. miejsce                               | Rezultat | 3. miejsce                             | Rezultat |
| Bieg na 60 m              | Andrzej Świerczyński Warszawianka   | 6,76     | Zenon Nowosz Legia Warszawa              | 6,77     | Jan Alończyk AZS Wrocław               | 6,88     |
| Bieg na 400 m             | Grzegorz Mądry AZS Warszawa         | 47,9     | Waldemar Szlendak AZS Warszawa           | 48,2     | Hieronim Sokołowski Olimpia Poznań     | 49,2     |
| Bieg na 800 m             | Piotr Mańkowski AZS Poznań          | 1:51,5   | Włodzimierz Matosz Oleśniczanka          | 1:52,1   | Wiesław Pacholski Zawisza Bydgoszcz    | 1:52,4   |
| Bieg na 1500 m            | Daniel Jańczuk Śląsk Wrocław        | 3:45,4   | Eugeniusz Frąckowiak Gwardia Olsztyn     | 3:45,6   | Zbigniew Szwedowski Flota Gdynia       | 3:46,4   |
| Bieg na 3000 m            | Józef Ziubrak AZS Poznań            | 8:02,0   | Leopold Tomaszewicz Flota Gdynia         | 8:03,0   | Kazimierz Maranda Łódzki Klub Sportowy | 8:05,4   |
| Bieg na 60 m przez płotki | Jan Pusty Orkan Poznań              | 7,91     | Andrzej Ziółkowski Polonia Warszawa      | 7,93     | Mirosław Wodzyński Górnik Zabrze       | 7,94     |
| Skok wzwyż                | Jacek Wszoła AZS Warszawa           | 2,18     | Jarosław Gwóźdź Zawisza Bydgoszcz        | 2,13     | Janusz Wrzosek Spójnia Gdańsk          | 2,13     |
| Skok o tyczce             | Tadeusz Ślusarski Górnik Zabrze     | 5,56 WR  | Władysław Kozakiewicz Bałtyk Gdynia      | 5,40     | Romuald Murawski Budowlani Bydgoszcz   | 5,40 PB  |
| Skok w dal                | Grzegorz Cybulski Śląsk Wrocław     | 7,90     | Andrzej Kędzierski AZS Warszawa          | 7,58     | Wiesław Seidel Śląsk Wrocław           | 7,48     |
| Trójskok                  | Andrzej Sontag AZS Lublin           | 16,35    | Eugeniusz Biskupski Legia Warszawa       | 16,00    | Ryszard Garnys Start Łódź              | 15,50    |
| Pchnięcie kulą            | Stanisław Wołodko Zawisza Bydgoszcz | 18,21    | Mieczysław Kropelnicki Chemik Kędzierzyn | 17,90    | Michał Gruszczyński Gwardia Warszawa   | 17,54    |
| Siedmiobój                | Wiesław Matyga AZS Warszawa         | 5015 pkt | Marek Kubiszewski AZS Wrocław            | 4827 pkt | Krzysztof Chmielewski Warszawianka     | 4787 pkt |

### Kobiety
| Konkurencja:              | 1. miejsce                              | Rezultat | 2. miejsce                                                  | Rezultat | 3. miejsce                        | Rezultat |
| Bieg na 60 m              | Irena Szewińska Polonia Warszawa        | 7,30     | Małgorzata Bogucka Gwardia Warszawa                         | 7,41     | Helena Fliśnik Górnik Zabrze      | 7,48     |
| Bieg na 400 m             | Genowefa Nowaczyk Orkan Poznań          | 55,2     | Zofia Zwolińska Gwardia Warszawa                            | 55,7     | Danuta Piecyk Gwardia Olsztyn     | 56,0     |
| Bieg na 800 m             | Elżbieta Katolik Wisła Kraków           | 2:05,4   | Jolanta Januchta AZS Poznań                                 | 2:05,4   | Anna Bukis Skra Warszawa          | 2:08,9   |
| Bieg na 1500 m            | Bronisława Ludwichowska Gwardia Olsztyn | 4:19,1   | Czesława Surdel Budowlani Szczecin                          | 4:21,9   | Renata Pentlinowska Neptun Gdańsk | 4:22,3   |
| Bieg na 60 m przez płotki | Grażyna Rabsztyn Gwardia Warszawa       | 7,99 SB  | Bożena Nowakowska Warszawianka                              | 8,00 SB  | Teresa Nowak Gwardia Warszawa     | 8,47     |
| Skok wzwyż                | Anna Pstuś Wawel Kraków                 | 1,78     | Małgorzata Jaklewicz Śląsk Wrocław Ewa Kuczowic AKS Chorzów | 1,70     |                                   |          |
| Skok w dal                | Krystyna Pulczyńska AZS Kraków          | 6,06     | Ewa Szklarek Warta Poznań                                   | 6,02     | Maria Długosielska AZS Warszawa   | 5,86     |
| Pchnięcie kulą            | Ludwika Chewińska Gwardia Warszawa      | 18,03    | Janina Kalina Wisła Kraków                                  | 15,80    | Danuta Rosani Gwardia Warszawa    | 15,25    |
| Pięciobój                 | Grażyna Niestój Spójnia Warszawa        | 4064 pkt | Teresa Kopycińska AZS Warszawa                              | 3748 pkt | Danuta Cały Śląsk Wrocław         | 3705 pkt |